# Stazione meteorologica di Ciminna
La stazione meteorologica di Ciminna è la stazione meteorologica di riferimento relativa alla località di Ciminna.

## Coordinate geografiche
La stazione meteo si trova nell'Italia insulare, in Sicilia, in provincia di Palermo, nel comune di Ciminna, a 500 metri s.l.m. e alle coordinate geografiche 37°54′N 13°33′E.

## Dati climatologici
In base alla media trentennale di riferimento 1961-1990, la temperatura media del mese più freddo, gennaio, si attesta a +8,0 °C; quella del mese più caldo, agosto, è di +24,2 °C .
| Ciminna            | Mesi | Mesi | Mesi | Mesi | Mesi | Mesi | Mesi | Mesi | Mesi | Mesi | Mesi | Mesi | Stagioni | Stagioni | Stagioni | Stagioni | Anno |
| Ciminna            | Gen  | Feb  | Mar  | Apr  | Mag  | Giu  | Lug  | Ago  | Set  | Ott  | Nov  | Dic  | Inv      | Pri      | Est      | Aut      | Anno |
| ------------------ | ---- | ---- | ---- | ---- | ---- | ---- | ---- | ---- | ---- | ---- | ---- | ---- | -------- | -------- | -------- | -------- | ---- |
| T. max. media (°C) | 11,1 | 12,1 | 14,3 | 17,1 | 22,1 | 27,2 | 30,0 | 29,9 | 24,4 | 19,7 | 16,4 | 12,6 | 11,9     | 17,8     | 29,0     | 20,2     | 19,7 |
| T. min. media (°C) | 4,8  | 4,7  | 6,2  | 7,9  | 11,5 | 15,7 | 18,2 | 18,5 | 15,2 | 11,9 | 9,4  | 6,5  | 5,3      | 8,5      | 17,5     | 12,2     | 10,9 |